# Giovanni Crespi (azienda)
La Giovanni Crespi S.p.A.  è stata un'azienda chimica attiva fra il 1936 ed il 2014. Quotata nel 1955 alla Borsa di Milano, finché restò in attività fu leader europeo nella produzione di materiali sintetici per calzature e pelletteria.

## Storia
Il nucleo originario dell'azienda fu un'attività artigianale impiantata nel 1932 a Legnano, nella città metropolitana di Milano. Nel 1936 il primigenio esercizio artigianale si trasformò in un'industria vera e propria, con la costituzione formale dell'azienda. Fondatori della società furono Giovanni Crespi e suo nipote Bruno Crespi.
Nel 1953 la Giovanni Crespi diventò società per azioni. Nel 1981, allo storico stabilimento legnanese, si affiancò un nuovo sito produttivo a Buscate, nella città metropolitana di Milano. Tra il 1988 ed il 1994 la Giovanni Crespi assorbì sette aziende italiane dello stesso settore merceologico. Nel 2004 la società inaugurò un nuovo complesso produttivo a Pisticci, in provincia di Matera. Oltre ai siti produttivi in Italia, la Giovanni Crespi impiantò stabilimenti anche in Polonia, Cina e Brasile.
Nel 2008, in seguito alle difficoltà economiche, il primo tentativo di riorganizzazione del gruppo: fu chiuso lo storico stabilimento legnanese e la produzione concentrata a Buscate.
Nel marzo 2013 fu presentata domanda di concordato preventivo, un mese più tardi la società fu posta in liquidazione volontaria, il 22 settembre 2014 fu dichiarata fallita dal tribunale di Busto Arsizio. La chiusura il 21 aprile 2015.

## Produzione
La Giovanni Crespi produsse materiali sintetici rivolti soprattutto ai mercati della calzatura, della pelletteria, dell'arredamento, dell'abbigliamento, delle auto, delle costruzioni, dei casalinghi e del campo medico-ospedaliero.